# Leonowce
Leonowce – dawna wieś i karczma. Tereny, na których leżały, znajdują się obecnie na Białorusi, w obwodzie witebskim, w rejonie miorskim, w sielsowiecie Przebrodzie.

## Historia
W czasach zaborów w powiecie dzisieńskim, w guberni wileńskiej Imperium Rosyjskiego.
W latach 1921–1945 wieś i karczma leżały w Polsce, w województwie wileńskim, w powiecie dziśnieńskim (od 1926 w powiecie brasławskim) w gminie Miory.
Według Powszechnego Spisu Ludności z 1921 roku zamieszkiwały tu 94 osoby, 21 było wyznania rzymskokatolickiego a 93 prawosławnego. Jednocześnie 21 mieszkańców zadeklarowało polską a 93 białoruską przynależność narodową. Było tu 18 budynków mieszkalnych. W 1931 wieś w 18 domach zamieszkiwało 93 osoby, a karczmę w 1 domu 4 osoby.
Wierni należeli do parafii rzymskokatolickiej w Miorach i prawosławnej w Czeressie. Miejscowość podlegała pod Sąd Grodzki w Drui i Okręgowy w Wilnie; właściwy urząd pocztowy mieścił się w Miorach.